# لوروا هيل
لوروا هيل (بالإنجليزية: Leroy Hill)‏ هو لاعب كرة قدم أمريكية أمريكي، ولد في 14 سبتمبر 1982 في Haddock, Georgia ‏ في الولايات المتحدة.

## وصلات خارجية
- لوروا هيل على موقع مرجع كرة القدم المحترفة.كوم (الإنجليزية)